# Anacamptodes vellivolata
Anacamptodes vellivolata là một loài bướm đêm trong họ Geometridae.